# Puchar Karaibów w piłce nożnej 2005
Puchar Karaibów 2005 – trzynasta edycja turnieju piłkarskiego o miano najlepszej reprezentacji zrzeszonej w Caribbean Football Union, jednej z podstref konfederacji CONCACAF. Turniej rozegrano w Barbadosie w dniach 20-24 lutego 2005.
Barbados jako gospodarz, miał zapewniony udział w turnieju finałowym, a pozostałych uczestników wyłoniono w eliminacjach. Po raz pierwszy obrońca tytułu musiał brać udział w eliminacjach. Trzy najlepsze zespoły kwalifikowały się do Złotego Pucharu CONCACAF 2005.

## Eliminacje
Do eliminacji zgłosiły się 22 reprezentacje. Barbados jako gospodarz turnieju został zwolniony z obowiązku przechodzenia przez eliminacje.

### Pierwsza runda eliminacyjna

#### Grupa A
Mecz kwalifikacyjny do grupy A:  Saint-Martin w/o  Sint Maarten (Sint Maarten wycofał się).
Mecze rozgrywano w Kingston, Jamajka
| Zespół                               | M | W | R | P | Br+ | Br- | +/- | Pkt |
| ------------------------------------ | - | - | - | - | --- | --- | --- | --- |
| Jamajka                              | 3 | 3 | 0 | 0 | 26  | 2   | +24 | 9   |
| Haiti                                | 3 | 2 | 0 | 1 | 14  | 3   | +11 | 6   |
| Saint-Martin                         | 3 | 0 | 1 | 2 | 0   | 14  | -14 | 1   |
| Wyspy Dziewicze Stanów Zjednoczonych | 3 | 0 | 1 | 2 | 1   | 22  | -21 | 1   |

| 24 listopada 2004 |        |                                      |
| Jamajka           | 12 – 0 | Saint-Martin                         |
| Haiti             | 11 – 0 | Wyspy Dziewicze Stanów Zjednoczonych |
| 26 listopada 2004 |        |                                      |
| Jamajka           | 11 – 1 | Wyspy Dziewicze Stanów Zjednoczonych |
| Haiti             | 2 – 0  | Saint-Martin                         |
| 28 listopada 2004 |        |                                      |
| Jamajka           | 3 – 1  | Haiti                                |
| Saint-Martin      | 0 – 0  | Wyspy Dziewicze Stanów Zjednoczonych |

Źródło: 

#### Grupa B
Mecze rozgrywano w Martynice
| Zespół           | M | W | R | P | Br+ | Br- | +/- | Pkt |
| ---------------- | - | - | - | - | --- | --- | --- | --- |
| Gujana Francuska | 3 | 2 | 1 | 0 | 5   | 0   | +5  | 7   |
| Martynika        | 3 | 1 | 2 | 0 | 5   | 1   | +1  | 5   |
| Gwadelupa        | 3 | 1 | 1 | 1 | 7   | 1   | +6  | 4   |
| Dominika         | 3 | 0 | 0 | 3 | 1   | 16  | -15 | 0   |

| 10 listopada 2004 |       |                  |
| Dominika          | 1 – 5 | Martynika        |
| Gwadelupa         | 0 – 1 | Gujana Francuska |
| 12 listopada 2004 |       |                  |
| Dominika          | 0 – 7 | Gwadelupa        |
| Martynika         | 0 – 0 | Gujana Francuska |
| 14 listopada 2004 |       |                  |
| Dominika          | 0 – 4 | Gujana Francuska |
| Gwadelupa         | 0 – 0 | Martynika        |

Źródło: 

#### Grupa C
Mecz kwalifikacyjny do grupy C:  Bahamy w/o  Turks i Caicos (Turks i Caicos wycofały się).
Bahamy zakwalifikowały się, ale potem wycofały się. Ich miejsce zajęła Gujana. Oficjalnymi uczestnikami byli Kuba, Antyle Holenderskie, Gujana i Dominikana, a mecze zaplanowano na Kubie. Jednak Antyle Holenderskie, Gujana i Dominikana wycofały się, więc Kuba wygrała grupę automatycznie.
Źródło: 

#### Grupa D
Mecz kwalifikacyjny do grupy D:  Gujana w/o  Surinam mecze zaplanowano na 5 i 11 września, ale zostały anulowane. Ponieważ Bahamy wycofały się z grupy C, ich miejsce zajęła Gujana (patrz wyżej). Surinam został dołączony do grupy D.
Mecze rozgrywano w Trynidadzie i Tobago
| Zespół            | M | W | R | P | Br+ | Br- | +/- | Pkt |
| ----------------- | - | - | - | - | --- | --- | --- | --- |
| Trynidad i Tobago | 3 | 3 | 0 | 0 | 8   | 0   | +8  | 9   |
| Grenada           | 3 | 1 | 1 | 1 | 7   | 6   | +1  | 4   |
| Surinam           | 3 | 0 | 2 | 1 | 3   | 4   | -1  | 2   |
| Portoryko         | 3 | 0 | 1 | 2 | 3   | 11  | -8  | 1   |

| 24 listopada 2004 |       |           |
| Trynidad i Tobago | 5 – 0 | Portoryko |
| Grenada           | 2 – 2 | Surinam   |
| 26 listopada 2004 |       |           |
| Trynidad i Tobago | 2 – 0 | Grenada   |
| Surinam           | 1 – 1 | Portoryko |
| 28 listopada 2004 |       |           |
| Trynidad i Tobago | 1 – 0 | Surinam   |
| Grenada           | 5 – 2 | Portoryko |

Źródło: 

#### Grupa E
Mecz kwalifikacyjny do grupy E:  Bermudy w/o  Aruba (Aruba wycofała się).
Mecze rozgrywano w Saint Vincent i Grenadynach
| Zespół                     | M | W | R | P | Br+ | Br- | +/- | Pkt |
| -------------------------- | - | - | - | - | --- | --- | --- | --- |
| Saint Vincent i Grenadyny  | 3 | 1 | 2 | 0 | 8   | 4   | +4  | 5   |
| Brytyjskie Wyspy Dziewicze | 3 | 1 | 1 | 1 | 3   | 2   | +1  | 4   |
| Bermudy                    | 3 | 1 | 1 | 1 | 5   | 6   | -1  | 4   |
| Kajmany                    | 3 | 1 | 0 | 2 | 2   | 6   | -4  | 3   |

| 24 listopada 2004          |       |                            |
| Saint Vincent i Grenadyny  | 1 – 1 | Brytyjskie Wyspy Dziewicze |
| Bermudy                    | 2 – 1 | Kajmany                    |
| 26 listopada 2004          |       |                            |
| Saint Vincent i Grenadyny  | 3 – 3 | Bermudy                    |
| Brytyjskie Wyspy Dziewicze | 0 – 1 | Kajmany                    |
| 28 listopada 2004          |       |                            |
| Saint Vincent i Grenadyny  | 4 – 0 | Kajmany                    |
| Brytyjskie Wyspy Dziewicze | 2 – 0 | Bermudy                    |

Źródło: 

#### Grupa F
Mecz kwalifikacyjny do grupy F:  Antigua i Barbuda w/o  Anguilla (Anguilla wycofała się).
Mecze rozgrywano w Saint Kitts i Nevis
| Zespół              | M | W | R | P | Br+ | Br- | +/- | Pkt |
| ------------------- | - | - | - | - | --- | --- | --- | --- |
| Saint Kitts i Nevis | 3 | 2 | 1 | 0 | 9   | 2   | +7  | 7   |
| Saint Lucia         | 3 | 2 | 1 | 0 | 6   | 2   | +4  | 7   |
| Antigua i Barbuda   | 3 | 1 | 0 | 2 | 6   | 8   | -2  | 3   |
| Montserrat          | 3 | 0 | 0 | 3 | 5   | 15  | -9  | 0   |

| 31 października 2004 |       |                     |
| Saint Kitts i Nevis  | 6 – 1 | Montserrat          |
| 2 listopada 2004     |       |                     |
| Antigua i Barbuda    | 5 – 4 | Montserrat          |
| Saint Kitts i Nevis  | 1 – 1 | Saint Lucia         |
| 4 listopada 2004     |       |                     |
| Saint Lucia          | 3 – 0 | Montserrat          |
| Saint Kitts i Nevis  | 2 – 0 | Antigua i Barbuda   |
| 6 listopada 2004     |       |                     |
| Saint Lucia          | 2 – 1 | Saint Kitts i Nevis |

Źródło: 

### Druga Runda eliminacyjna
| 12 grudnia 2004     |       |                     |
| Haiti               | 1 – 0 | Saint Kitts i Nevis |
| 15 grudnia 2004     |       |                     |
| Saint Kitts i Nevis | 0 – 2 | Haiti               |

| 12 grudnia 2004 |       |             |
| Saint Lucia     | 1 – 1 | Jamajka     |
| 19 grudnia 2004 |       |             |
| Jamajka         | 2 – 1 | Saint Lucia |

| 12 grudnia 2004            |       |                            |
| Brytyjskie Wyspy Dziewicze | 0 – 4 | Trynidad i Tobago          |
| 19 grudnia 2004            |       |                            |
| Trynidad i Tobago          | 2 – 0 | Brytyjskie Wyspy Dziewicze |

| 12 grudnia 2004           |       |                           |
| Saint Vincent i Grenadyny | 3 – 1 | Grenada                   |
| 19 grudnia 2004           |       |                           |
| Grenada                   | 0 – 1 | Saint Vincent i Grenadyny |

| 12 grudnia 2004 |       |           |
| Kuba            | 2 – 0 | Martynika |
| 21 grudnia 2004 |       |           |
| Martynika       | 0 – 2 | Kuba      |

 Gujana Francuska miała wolny los.
Źródło: 

### Trzecia Runda eliminacyjna
| 8 stycznia 2005  |       |                  |
| Jamajka          | 5 – 0 | Gujana Francuska |
| 15 stycznia 2005 |       |                  |
| Gujana Francuska | 0 – 0 | Jamajka          |

| 9 stycznia 2005           |       |                           |
| Trynidad i Tobago         | 3 – 1 | Saint Vincent i Grenadyny |
| 16 stycznia 2005          |       |                           |
| Saint Vincent i Grenadyny | 1 – 0 | Trynidad i Tobago         |

| 9 stycznia 2005  |                  |       |
| Haiti            | 0 – 1            | Kuba  |
| 16 stycznia 2005 |                  |       |
| Kuba             | 1 – 1 (po dogr.) | Haiti |

Źródło: 

## Turniej finałowy
| Zespół            | Pkt | M | W | R | P | Br+ | Br− | +/− |
| ----------------- | --- | - | - | - | - | --- | --- | --- |
| Jamajka           | 9   | 3 | 3 | 0 | 0 | 4   | 1   | +3  |
| Kuba              | 6   | 3 | 2 | 0 | 1 | 5   | 2   | +3  |
| Trynidad i Tobago | 3   | 3 | 1 | 0 | 2 | 5   | 6   | -1  |
| Barbados          | 0   | 3 | 0 | 0 | 3 | 2   | 7   | -5  |

| 20 lutego 2005 | Jamajka · Shelton 13' · Williams | 2 : 1(2:1) | Trynidad i Tobago · 37' Pierre | Stadion Narodowy, Saint Michael |
|                |                                  |            |                                |                                 |

| 20 lutego 2005 | Barbados | 0 : 3(0:1) | Kuba · 24', 71' Moré · 90' Galindo | Stadion Narodowy, Saint Michael |
|                |          |            |                                    |                                 |

| 22 lutego 2005 | Kuba · Moré 23', 47' | 2 : 1(1:1) | Trynidad i Tobago · 13' Glen | Stadion Narodowy, Saint Michael |
|                |                      |            |                              |                                 |

| 22 lutego 2005 | Jamajka · Williams 8' | 1 : 0(1:0) | Barbados | Stadion Narodowy, Saint Michael |
|                |                       |            |          |                                 |

| 24 lutego 2005 | Kuba | 0 : 1(0:0) | Jamajka · 48' Shelton | Stadion Narodowy, Saint Michael |
|                |      |            |                       |                                 |

| 24 lutego 2005 | Trynidad i Tobago · Smith 11' · Glen 30' · Eve 84' | 3 : 2(2:1) | Barbados · 32' Forde · 86' Lucas | Stadion Narodowy, Saint Michael |
|                |                                                    |            |                                  |                                 |